# كتانية قلمونية
الكتانية القلمونية (باللاتينية: Linaria antilibanotica) نوع نباتي يتبع جنس الكتانية من الفصيلة الحملية من رتبة الشفويات.

## الموئل والانتشار
موطنها بلاد الشام وتركيا.